# Фікс Юхим Зісьович
Єфим  Зіс'євич Фікс (нар. 27 листопада 1946, Ковель, Волинська область) — український та російський політичний діяч, політик. Колаборант, після початку тимчасової окупації Криму Росією — заступник голови місцевої окупаційної ради з 5 жовтня 2016 року. Народний депутат України 4-го скликання з квітня 2002 по березень 2005 року від СДПУ(о). Під час виборів президента України 2004 року — довірена особа кандидата Януковича. Полковник та ветеран Збройних Сил України. Член російської партії «Єдина Росія».
Звинувачуються в скоєнні кримінального злочину, передбаченого ч.1 ст.111 Кримінального кодексу України (державна зрада)

## Життєпис
Батько Зісь Хаймович (1903—1985), мати Геня Хаймівна (1913) — прибиральниця, дружина Анна Іванівна (1941), син Ілля (1973).
1964—1965 — учень музичного училища у Луцьку.
Закінчив Далекосхідний державний університет, історичний факультет (1973—1978).
У 1965—1994 — служба в армії, був секретарем парткому 32-го армійського корпусу (Крим).
Полковник у запасі (1994). Працював заступником директора ТОВ «Таврійський економіко-правовий центр».
1990—1994 — депутат, голова постійної комісії з соціальних питань Верховної Ради Криму. Довірена особа кандидата на пост Президента України Віктора Януковича у ТВО № 2 (2004—2005).
- 1996 — член СДПУ(о).
- голова фракції «Солідарність»
- грудень 1998 — член політбюро СДПУ(о),
- березень 1998 — кандидат в нардепи від СДПУ(о),
- 1996 — секретар Кримського рескому СДПУ(о);
- 1998 — член Політради СДПУ(о)
- квітень 2005 — заступник голови СДПУ(о).
- червень 2004 — квітень 2006 — нардеп 4 скликання від СДПУ(о). На час виборів: секретар Кримського комітету СДПУ(о), член СДПУ(о).
- червень 2004 — член фракції СДПУ(о),
- з червня 2004 — член комітету з питань реґламенту, депутатської етики та організації роботи ВРУ
- з квітня 2006 — депутат ВР АРК від партії «Не так!»
- березень 2006 — кандидат в народні депутати України від «Не так!»
- заступник генерального директора спецпідприємства «Приватчек» (Сімферополь).
- після анексії Криму Росією — заступник голови окупаційної Ради Криму з 5 жовтня 2016 року.